# Tangrowth
Tangrowth (japanski: モジャンボ Mojanbo) jedan je od 1025 fiktivnih vrsta Pokémona iz medijske franšize Pokémon, skupa Pokémon videoigara, animiranih serija, manga stripova, knjiga, igraćih karata i drugih medija kojima je tvorac Satoshi Tajiri. Svrha je Tangrowtha u videoigrama, animiranoj seriji i manga stripovima, kao i svrha ostalih Pokémona, borba s divljim Pokémonima – neukroćenim stvorenjima koje igrači i likovi pronalaze dok kreću na razne avanture – i pripitomljenim Pokémonima drugih Pokémon trenera.
Tangrowth je Travnati Pokémon uveden u četvrtoj generaciji Pokémon igara. Evolucija je Tangele, prvog čistog Travnatog Pokémona u prvoj generaciji Pokémona. Zauzima 465. mjesto u Nacionalnom Pokédexu.
Tangrowthovo je ime kobinacija engleskih riječi "tangle" = zamrsiti, zaplesti, odnoseći se na izgled samog Pokémona i to što vitice koje ga obavijaju čine njegovim protivnicima, i "growth" = rast, odnoseći se na činjenicu da je razvijena, veća verzija Tangele. Istovremeno, riječ bi se mogla odnositi i na njegov Travnati tip. Njegovo japansko ime, Mojanbo, dolazi od kombinacije japanskih riječi "mojamoja" = mlitavo, odnoseći se ponovo na njegove vitice, i "janbo" = velik, opet se odnoseći na njegovu veličinu.

## Biološke karakteristike
Tangrowth je, poput Tangele, većinskim dijelom prekriven gustim, zavijenim tamnoplavim viticama. Kao što je to slučaj kod Tangele, ispod vitica koje ga prekrivaju moguće je vidjeti dva velika bijela oka. Ima snažne, zdepaste i tamne noge s okruglim ružičastim stopalima. Njegove su ruke duge i snažne, svaka s po tri prsta čiji se izgled razlikuje s obzirom na spol Tangrowtha: mužjaci imaju ružičaste vrške prstiju, dok su ženkama ružičastom bojom prekriveni gotovo čitavi prsti. U cjelini, Tangrowth izgleda masivnije i čvršće od Tangele, te je oblik njegova tijela u usporedbi s Tangelom mnogo jasniji.
Svoj plijen hvata produžujući svoje već dovoljno duge i snažne ruke. Ponekad, predatori će odgristi ili otkinuti Tangrowthove ruke, što Tangrowtha ne muči mnogo, jer mu nove ruke veoma brzo izrastu.

## U videoigrama
Tangrowth je jedan od Pokémona uveden u četvrtoj generaciji Pokémona, te igrama Pokémon Diamond i Pearl. Razvija se iz Tangele, nakon što Tangela nauči tehniku Drevne moći (Ancientpower) koja je u četvrtoj generaciji uvedena u popis tehnika koju uči iskustvom. Na isti način razvijaju se Piloswine u Mamoswinea i Yanma u Yanmegu.
Tangrowth ima veoma visoke Special Attack, Attack statistike, te natprosječne Defense i HP statistike. Ipak, njegove su Special Defense i Speed ispod prosjeka. Jedan je od veoma malog broja Pokémona koji mogu naučiti tehniku Moćnog biča (Power Whip), izrazito snažnu Travnatu tehniku.